# Rubus floribundus
La mora silvestre o zarzamora andina (Rubus floribundus) es una planta de la familia Rosaceae, nativa de los Andes de Perú, Colombia, Ecuador y Bolivia,  entre los 1800 y los 3000 m s. n. m.

## Descripción
Arbusto escandente, alcanza 1,5 m de altura. Tallo espinoso angulado y con glándulas sésiles y subsésiles, con abundante ramificación rastrera, hojas palmaticompuestas de cinco foliolos; foliolos ovado-elípticos, ápices agudos, base redondeada, ásperas de borde aserrado y nerviación pinnada marcada, con las venas secundarias rectas y rematando en el borde. Inflorescencias panículas laxas axilares y terminales, con de treinta a ochenta flores. Pétalos blancos o ligeramente rosados. Fruto comestible, carnoso en polidrupas, de color rosado a vinotinto cuando madura, hasta de 2 cm de largo.

## Usos
Su fruto silvestre es consumido por aves y mamíferos, pero también pueden ser consumidos por los humanos, tanto frescos, como en jugos o mermeladas. La medicina tradicional los usa mezclados con panela y carbón vegetal para controlar las infecciones por hongos en la boca.